# 災害の一覧

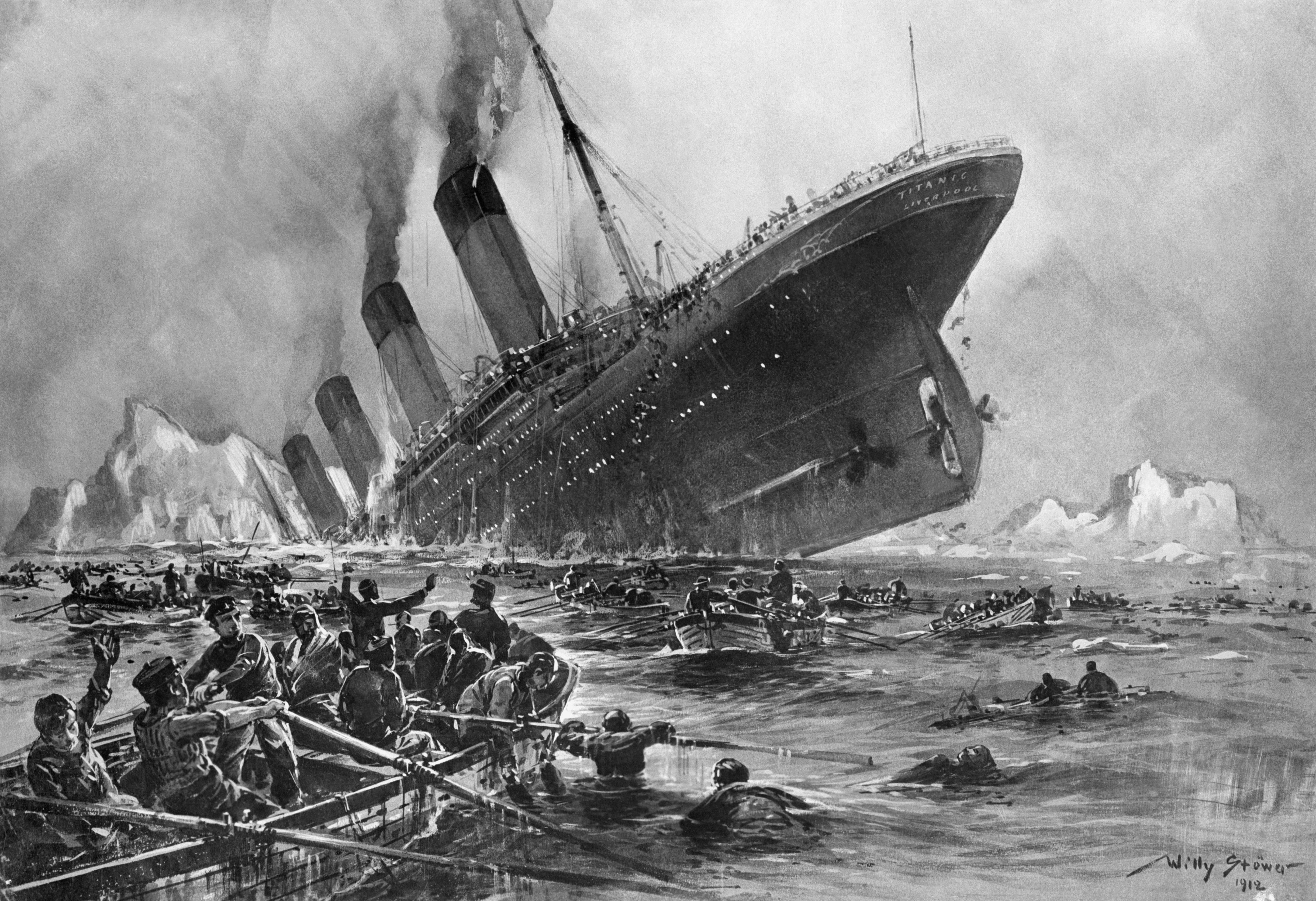
タイタニックの沈没、1912年。

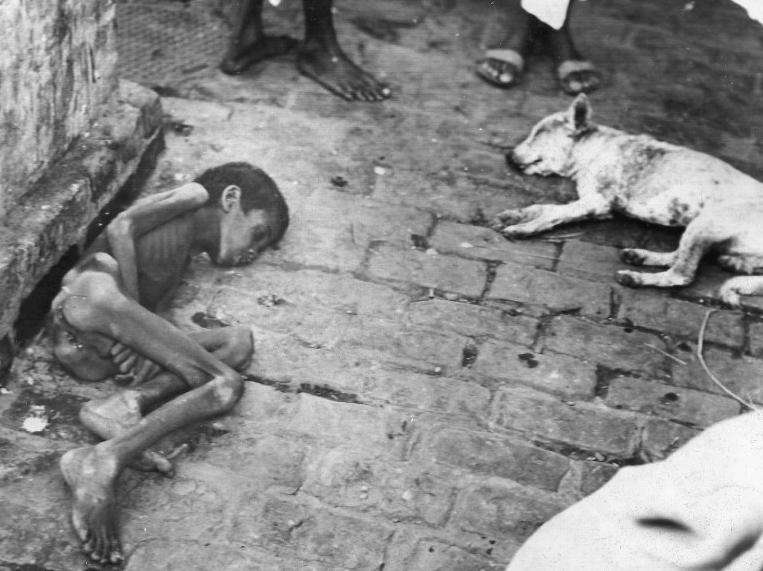
ベンガル飢饉、1943年。

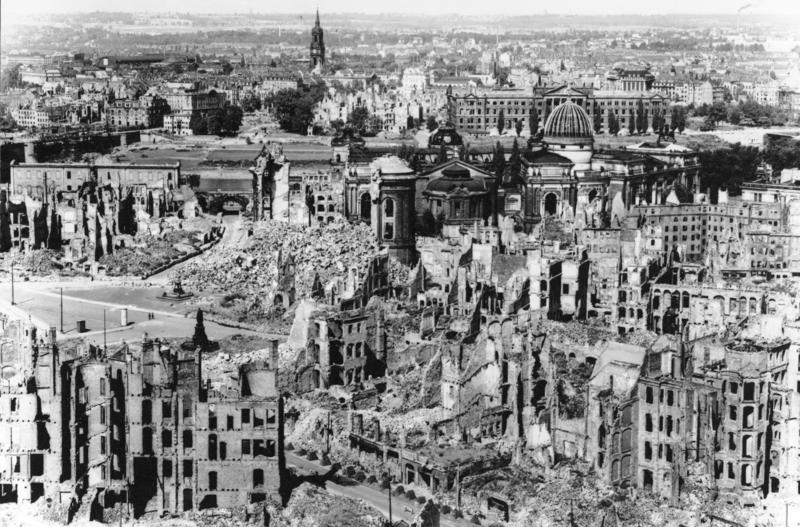
ドレスデン爆撃、1945年。

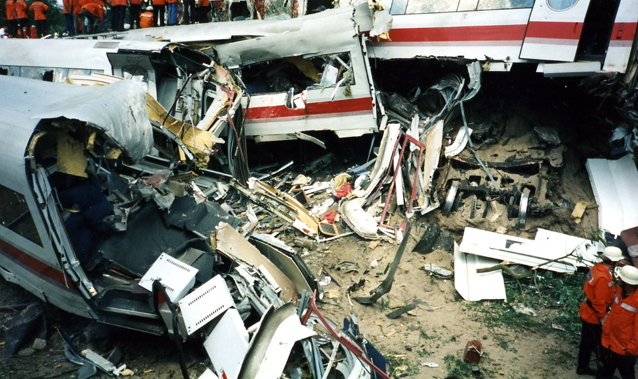
エシェデ鉄道事故、1998年。

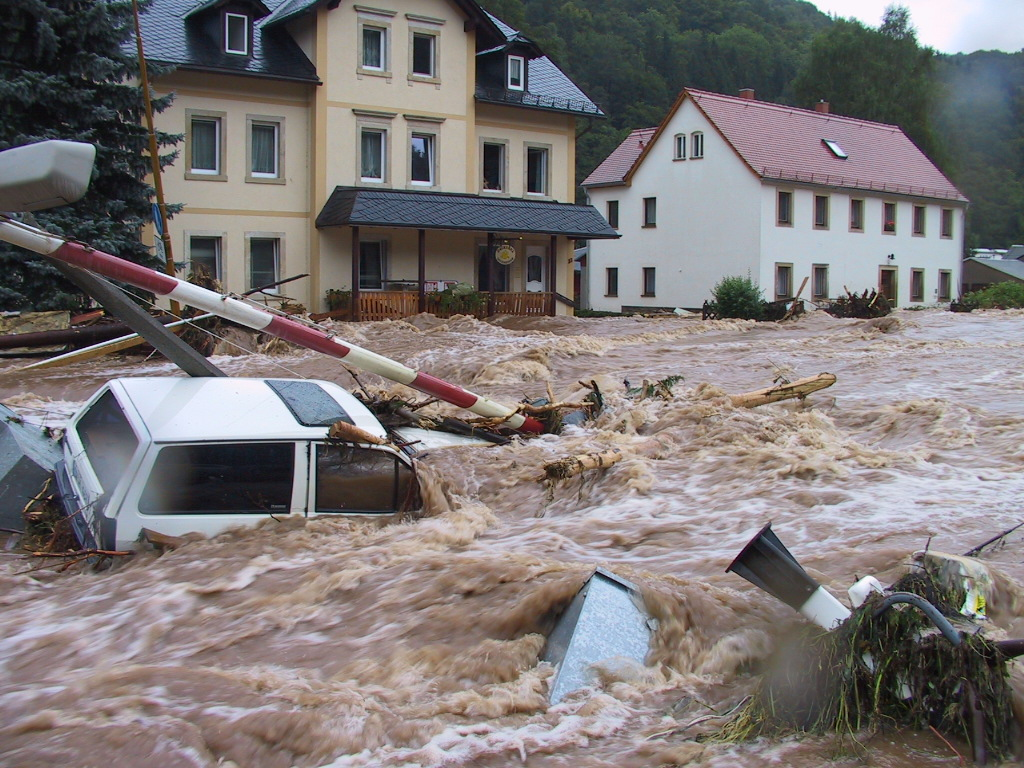
ヨーロッパ洪水、2002年。

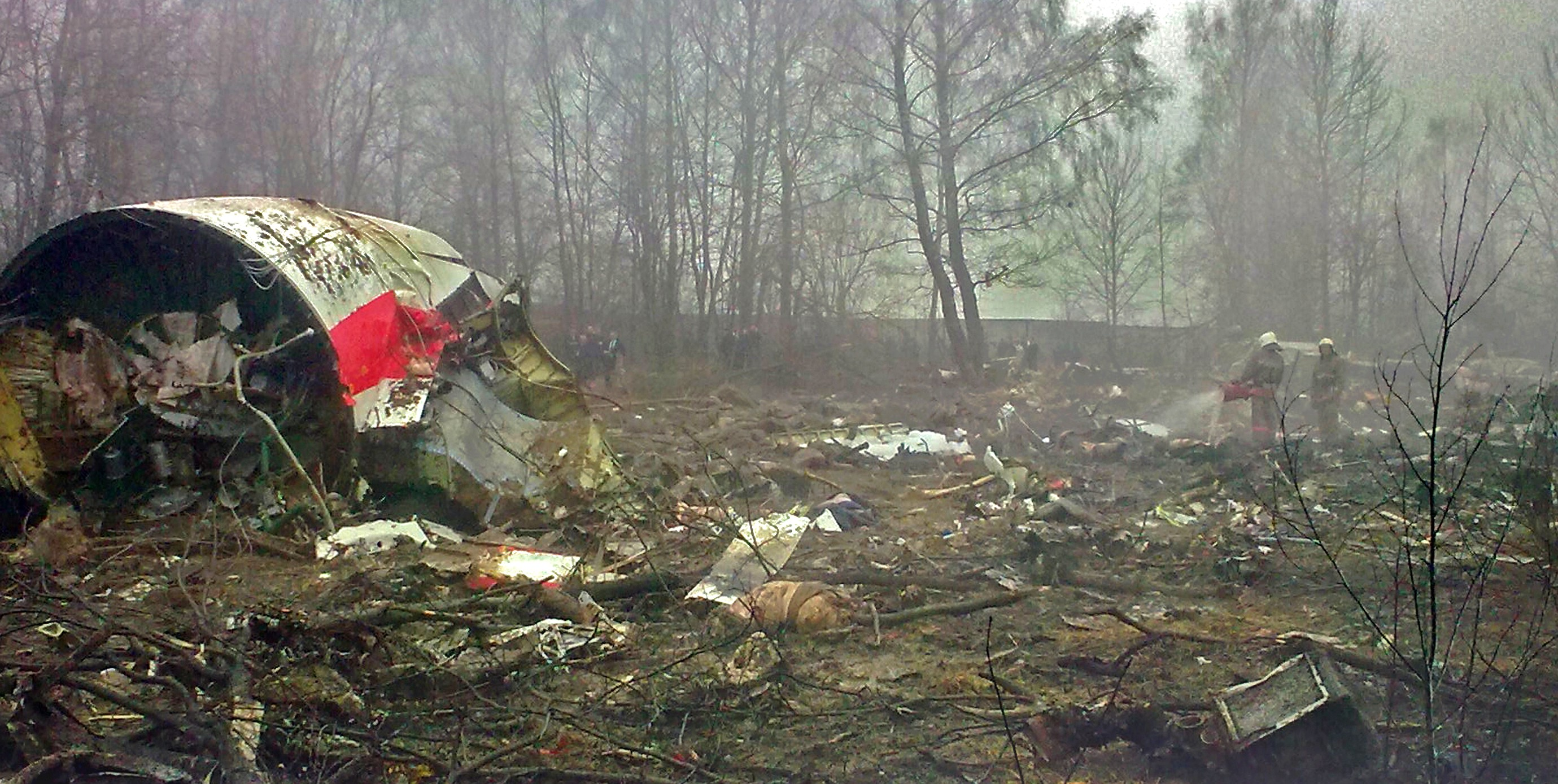
ポーランド空軍Tu-154墜落事故、2010年。

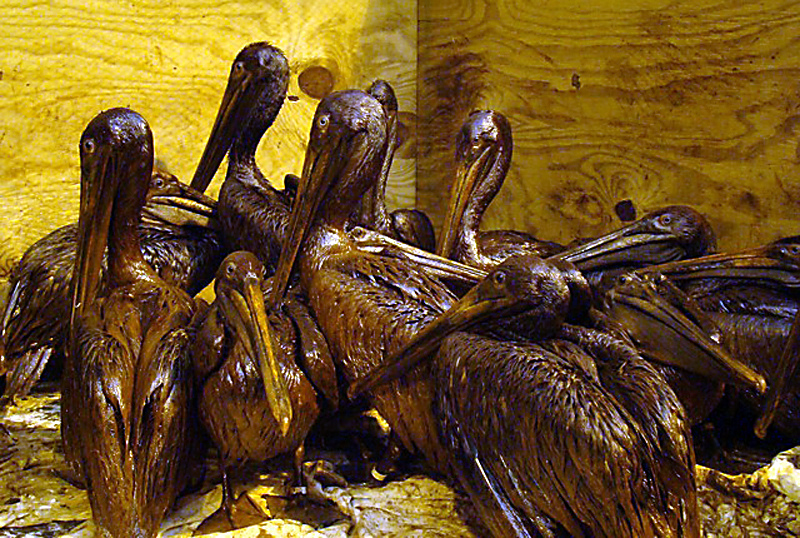
メキシコ湾原油流出事故、2010年。

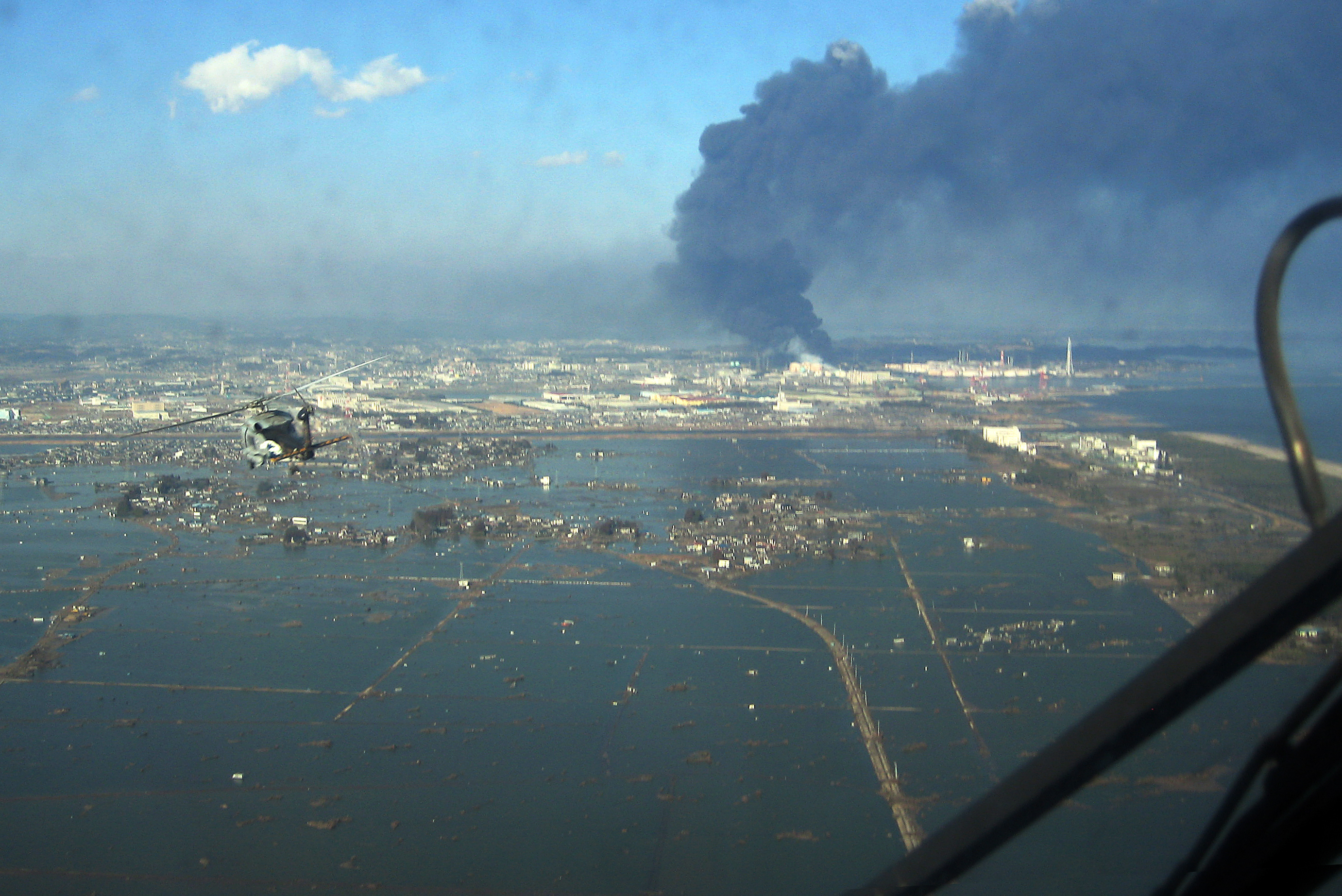
東北地方太平洋沖地震、2011年。

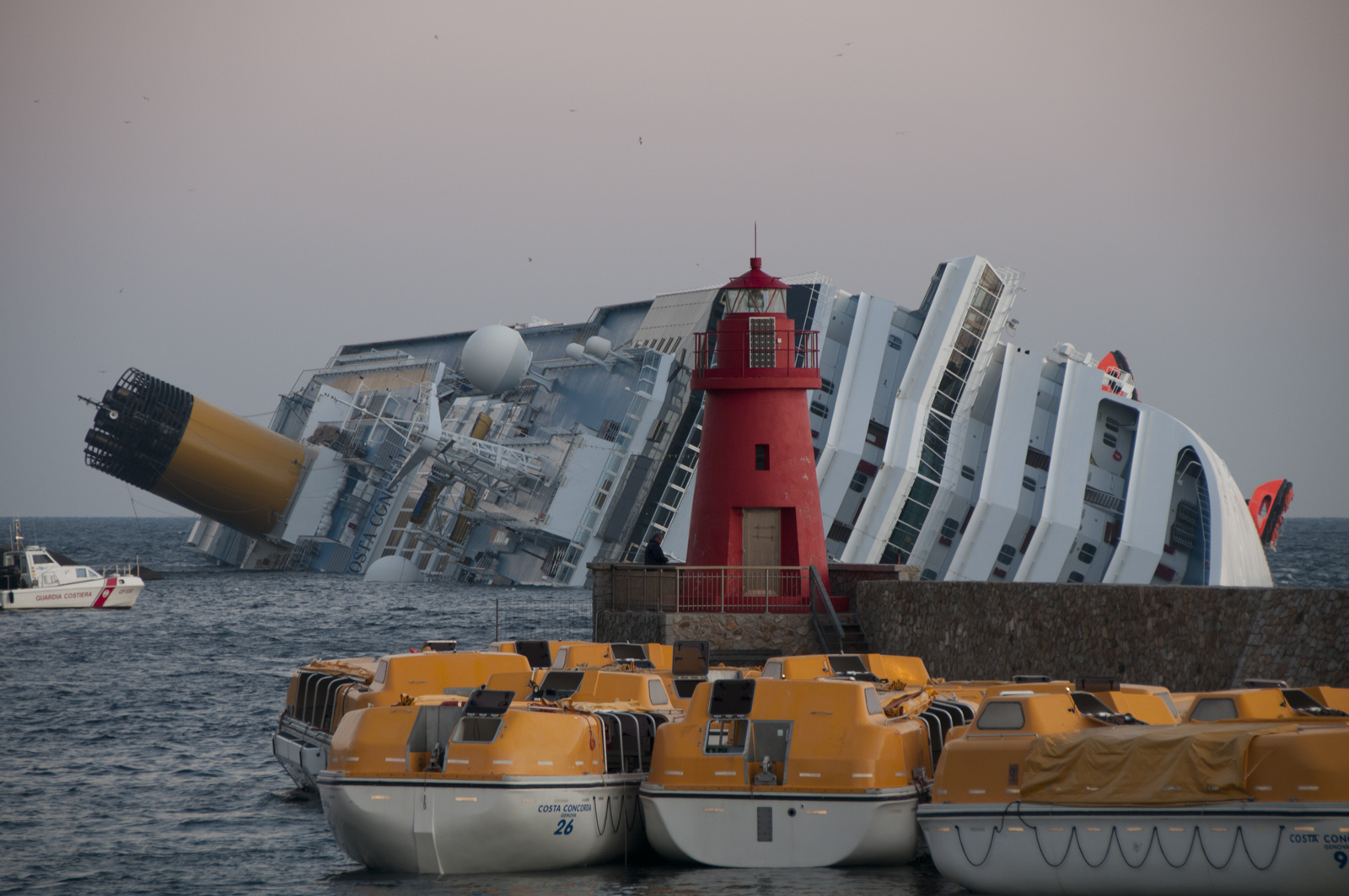
コスタ・コンコルディアの座礁事故、2012年。

2013年ムーア竜巻、2013年。

下記では災害の一覧（さいがいのいちらん）を列挙する。

## 自然災害
本節では自然災害（自然現象により大規模な被害が生じる災害）を列挙する。
- 自然災害の一覧 (死者数順)（英語版）
- 隕石の一覧
- 雪崩の一覧（英語版）
- 吹雪の一覧（英語版）
- デレーチョの一覧（英語版）
- 旱魃の一覧（英語版）
- 地震の年表
- 環境災害の一覧（英語版）
- 火災の年表 - 人為的な原因による火災を含む
  - 山火事の一覧（英語版）
  - カリフォルニア州における山火事の一覧（英語版）
- 洪水の一覧（英語版）
  - カナダにおける洪水の歴史（英語版）
  - 洪水の一覧 (死者数順)（英語版）
  - 鉄砲水の一覧（英語版）
  - パキスタンにおける洪水の一覧（英語版）
  - シェフィールドにおける洪水の一覧（英語版）
- 熱波の一覧（英語版）
- 着氷性暴風雨の一覧（英語版）
- 地すべりの一覧（英語版）
- 太陽嵐の一覧（英語版）
- 竜巻災害の一覧
- 熱帯低気圧の一覧（英語版）
- 歴史的な津波の一覧
- 火山噴火の歴史
  - 19世紀の火山噴火一覧（英語版）
  - 20世紀の火山噴火一覧（英語版）
  - 21世紀の火山噴火一覧（英語版）
  - 火山噴火の一覧 (死者数順)（英語版）
- 飢饉の一覧

## 事故
本節では事故（人為的な原因による災害のうち過失によるもの）を列挙する。
- 事故の一覧
  - 事故の一覧 (死者数順)（英語版）

### 交通に関する事故
- 航空事故の一覧
  - 軍用機事故の一覧
  - 飛行船事故の一覧（英語版）
  - 気球事故の一覧（英語版）
  - ヘリコプター事故の一覧（英語版）
- エレベーター事故の一覧（英語版）
- 海難事故の一覧
  - 難破事故の一覧（英語版）
- 鉄道事故の一覧
  - 路面電車事故の一覧（英語版）
- 道路交通事故の一覧（英語版）

### 産業に関する事故
- 産業災害の一覧（英語版）
  - アメリカ合衆国における天然ガスと原油事故の一覧（英語版）
- 建造物崩壊事故の一覧（英語版）
  - 橋の崩壊事故一覧（英語版）
  - ダム崩壊（英語版）
  - アンテナ鉄塔の崩壊事故一覧（英語版）
  - 現代におけるインフラ事故の一覧（英語版）
- 停電の一覧
- 爆発の一覧（英語版） - 事件（故意）による災害を含む
  - 人によって引き起こされた核爆発以外の大爆発一覧
- 火災の年表 - 自然災害、事件による火災を含む
  - 建物でおきた火災の一覧（英語版）
  - サーカスでおきた火災の一覧（英語版）
  - ホテルでおきた火災の一覧（英語版）
  - ナイトクラブでおきた火災の一覧（英語版）
  - 都市でおきた火災の一覧（英語版）
  - 車両火災の一覧（英語版）
- 鉱山事故の一覧（英語版）
  - 中国の炭鉱事故一覧（英語版）
  - 金鉱事故の一覧（英語版）
  - ランカシャーの鉱山事故一覧（英語版）
  - ポーランドの鉱山事故一覧（英語版）
- 原子力事故の一覧
  - 日本の原子力事故の一覧（英語版）
  - 原子力事故の一覧 (死者数順)（英語版）
  - 沈没した原子力潜水艦の一覧（英語版）
- 原油流出事故の一覧（英語版）
- 宇宙開発における事故

### 健康に関する事故
- 食中毒事件の一覧（英語版）
- 感染症大流行の一覧（英語版）
- 集団避難の一覧（英語版）
- 薬物汚染事件の一覧（英語版）
- メタノール中毒事件の一覧（英語版）

### その他の事故
- スカイダイビングの事故の一覧
- 花火事故の一覧（英語版）

## 事件
本節では事件（人為的な原因による災害のうち故意によるもの）を列挙する。
- 爆発の一覧（英語版） - 事故（過失）による災害を含む
- 火災の年表 - 自然災害、事故による火災を含む
- 人為による集団中毒事件の一覧（英語版）
- 虐殺事件の一覧
- 大規模な敗戦の一覧（英語版）
- 暴動の一覧（英語版）
- テロ事件の一覧
- 戦争一覧
  - 戦闘の一覧 (死者数順)（英語版）
  - 戦争と人為的災害の一覧 (死者数順)（英語版）

## 地域別
- 南極大陸の災害一覧（英語版）
- アメリカ合衆国の災害一覧（英語版）
- イギリスとアイルランドの災害一覧（英語版）
- インドネシアの災害一覧（英語版）
  - インドネシアの自然災害一覧（英語版）
- オーストラリアの災害一覧（英語版）
- カナダの災害一覧（英語版）
  - カナダの災害一覧 (死者数順)（英語版）
- クロアチアの災害一覧（英語版）
- タイの災害一覧（英語版）
- 日本の気象災害の一覧
- 日本の事故一覧
- ニュージーランドの災害一覧（英語版）
  - ニュージーランドの自然災害一覧（英語版）
- ハイチの災害一覧（英語版）
- パキスタンの自然災害一覧（英語版）
- フィリピンの災害一覧（英語版）
- ポーランドの災害一覧（英語版）

## その他
- 災害の一覧 (被害総額順)（英語版）